# Gasánidas

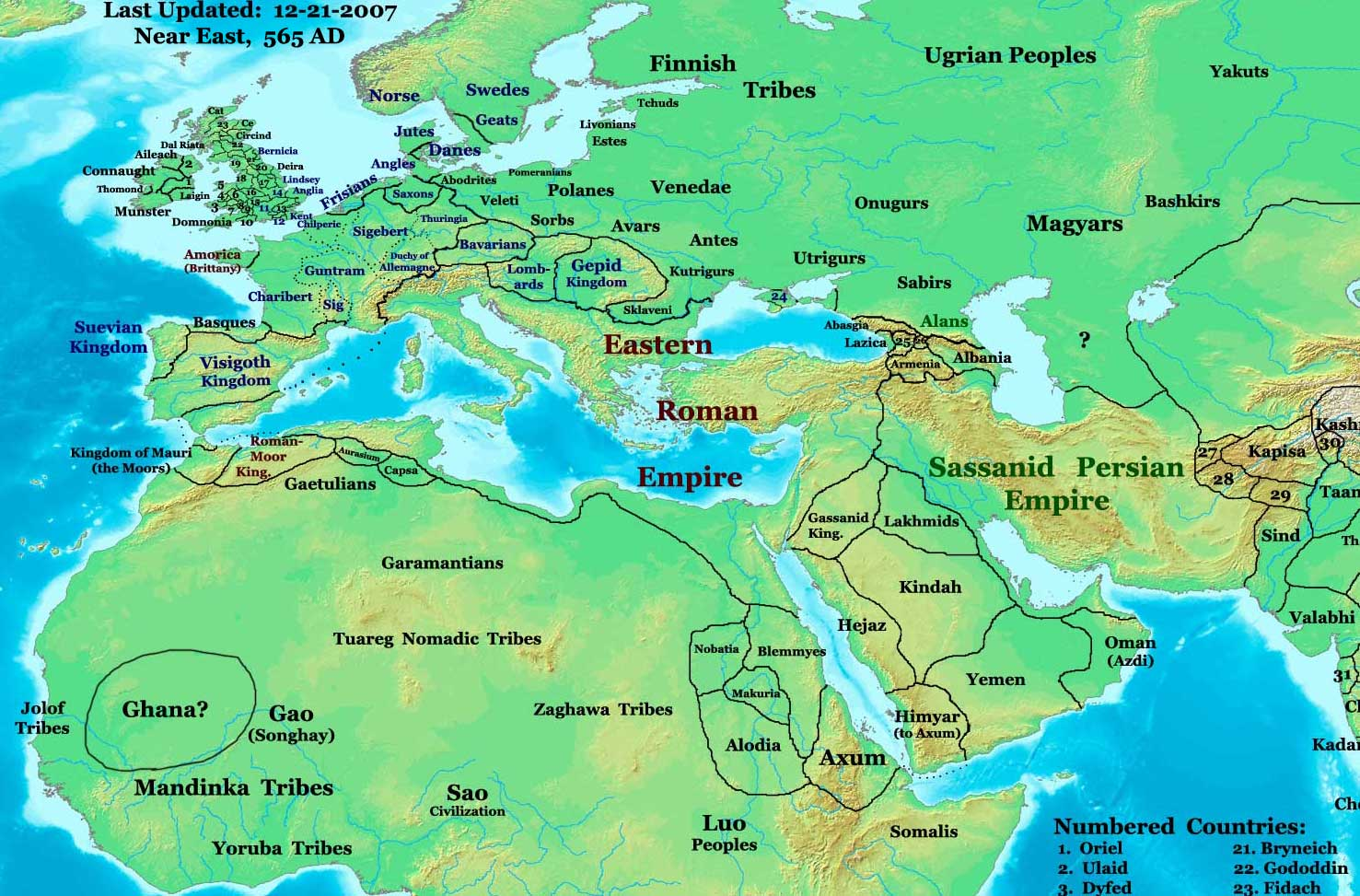
El Cercano Oriente en 565, mostrando el reino Gasánida y sus vecinos (clicar sobre la imagen para ver en detalle).

Los Gasánidas o Bani Gassan (en árabe: Al-Ghasasina, الغساسنة / بني غسان) fue una dinastía árabe cristiana, vasalla y aliada del Imperio bizantino cuyos miembros pertenecían a un clan de la tribu árabe Azd, en Yemen del sur y llegaron hasta el desierto de Siria en el año 250.

## Historia
El Reino Gasánida fue un aliado del Imperio Bizantino al servirle como estado tapón en la guerra que sostenía éste con los persas. Su capital se estableció en Jabiyah, en los Altos del Golán. Geográficamente ocuparon parte de Siria, Palestina, Jordania y el norte del Hiyaz hasta Medina. Actuaron como guardianes de las rutas de comercio y controlaron a las tribus beduinas.
El rey Al-Harith ibn Jabalah (que reinó entre el 529 y el 569) apoyó a los bizantinos contra la Persia sasánida y le fue otorgado el título de patricio en el 529 por el emperador Justiniano. Al-Harith fue un cristiano monofisita, como era normal entre los cristianos sirios y egipcios; ayudó a revitalizar la Iglesia siria monofisita (o jacobita, por Jacobo Baradeo, obispo de Edesa) y apoyó el desarrollo monofisita pese a ser considerado herético por la ortodoxia bizantina. Más adelante, la desconfianza bizantina y la persecución de esta heterodoxia trajo problemas a sus sucesores, Al-Mundhir (reinó entre el 569 y el 582) y Nu'man.
En su alianza con los bizantinos, los gasánidas entraron a rivalizar con otro reino árabe cristiano (aunque nestoriano y aliado de Persia), el Reino de los Lájmidas.
Al-Harith luchó contra el rey lájmida Al-Mundhir durante 25 años, el péndulo de la victoria iba y venía. Primero uno, luego el otro, lanzaban una audaz incursión en el territorio de su oponente, pero debido a que los gasánidas y lájmidas eran tan parejos durante este período, los imperios Bizantino y Persa se estancaron en Oriente Medio.

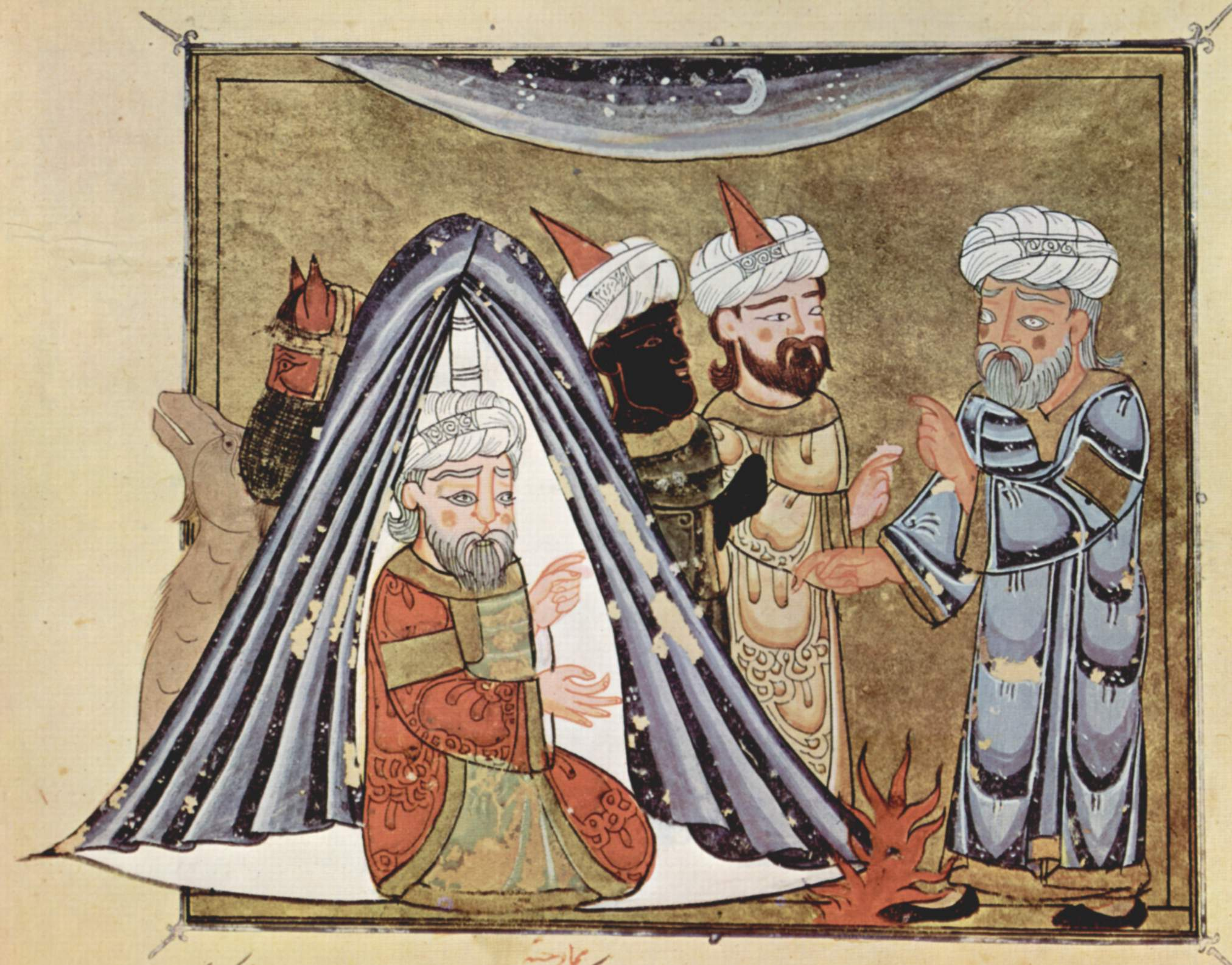
Al-Harith, rey de los gasánidas, pasará a ser una figura del folclore y los cuentos populares árabes.

El encuentro final entre Al-Harith y Al-Mundir ha pasado a la tradición árabe como "El Día de Halima" (يوم حليمة), denominado así en honor a la hija de Al-Harith llamada Halima, la cual habría presenciado el hecho. La batalla, que tuvo lugar en el norte de Siria en el año 554, tuvo como resultado la muerte de Al-Mundir y una victoria decisiva para los gasánidas, aunque no fue el fin del enfrentamiento entre ambos bandos.
Los gasánidas prosperaron económicamente y emprendieron obras públicas y religiosas; también patrocinaron las artes y en cierto momento albergaron en sus cortes a los poetas Nabighah al-Dhubyani y Hassan ibn Thabit.
El reino fue un estado vasallo del Imperio Bizantino hasta que sus gobernantes fueron derrocados por los musulmanes en el siglo VII, después de la batalla de Yarmuk. Su poder real, sin embargo, había sido destruido en la guerra anterior, durante la invasión persa del 614.
Después de la caída del primer reino en el siglo VII, varias dinastías, cristianas y musulmanas, gobernaron afirmando ser una continuación de la Casa de Gasán. Junto a la dinastía fócida o niceforiana del Imperio Bizantino en el siglo IX, otros gobernantes pretendían ser los herederos de la Casa Real Gasánida. Los Sultanes Rasulíes gobernaron desde el siglo XIII al XV en Yemen, y los sultanes mamelucos buryíes en Egipto desde el siglo XIV hasta el siglo XVI. Incluso las dos dinastías aun siendo musulmanas, sus soberanos afirmaban ser herederos y sucesores de los gasánidas. Los últimos gobernantes que portaron los títulos de sucesores de la dinastía real gasánida fueron los jeques cristianos Chemor en el Monte Líbano, gobernando el pequeño estado soberano de Zgarta-Zawiya hasta 1747. Hoy sobrevive la Casa Real Gasaní y su jefe es actualmente SAIR el Príncipe Gharios Ghassan Al-Numan VIII.